# Brasília nationalpark
Brasília nationalpark (Parque Nacional de Brasília) är en nationalpark i Brasilien.   Den ligger i delstaten Brasiliens federala distrikt, i den sydöstra delen av landet, 11 km öster om huvudstaden Brasília. Brasília nationalpark ligger 1 035 meter över havet. Den ligger vid sjön Lago do Paranoá.
Terrängen i Brasília nationalpark är kuperad åt nordost, men åt sydväst är den platt. Runt Brasília nationalpark är det tätbefolkat, med 397 invånare per kvadratkilometer.. Närmaste större samhälle är Brasília, 10,8 km väster om Brasília nationalpark.
I Brasília nationalpark växer huvudsakligen savannskog.